# 名鉄トム1000形貨車
名鉄トム1000形貨車（めいてつトム1000がたかしゃ）とは、かつて名古屋鉄道で運用されていた木造貨車（無蓋車）である。

## 概要
- 元は1929年（昭和4年）に日本車輌製造で製造された愛知電気鉄道の15 t 積木造無蓋車トム1000形（トム1000 - トム1019）である。空気制動が当社から設置されており、国鉄直通貨車であった。1935年（昭和10年）に名岐鉄道と愛知電気鉄道が合併し名古屋鉄道が発足すると、全車が名古屋鉄道に引き継がれる。1941年（昭和16年）にトム1000形（トム1001 - トム1020）に改番する。

- 戦後は東部線で運用された後、三河線で運用された。トム1020は、操作室の設置、あおり戸の裾部に鋼板を設置するなどの改造を行い、砂利散布車の試験車となっている。この試験車のデータがホ1形に生かされたという。昭和40年代には一部が日本通運刈谷支店の私有貨車となっている。

- 国鉄の貨物列車の速度がヨンサントオダイヤ改正により75 km/hに引き上げられるのに伴い、トム1000形はその条件に対応できなかったこと、また、名鉄の私有貨車制度の廃止により、1968年（昭和43年）に形式消滅となった。